# Аль-Фадль ібн ан-Наубахт
Аль-Фадль ібн ан-Наубахт (перс. ابوسهل فضل پسر نوبخت; пом. 818) — перський вчений VIII століття при багдадському халіфі Гарун ар-Рашид.

## Життєпис
Аль-Фадль був сином відомого астролога при дворі халіфа аль-Мансура ан-Наубахта. Після смерті батька він зайняв місце придворного астролога і перекладача. Аль-Фадль був призначений халіфом в якості головного бібліотекаря Хізанат аль-Хикма («Казначейство знань»), який пізніше став відомий як Будинок Мудрості.
Написав астрологічні трактати, і перевів грецькі книги по астрології. Переклав на арабську мову астрологічні манускрипти Тевкра вавилонянина і римлянина Ветта Валента, які були переведені на пахлаві. Подібні переклади мали дуже велике значення для розвитку науки в Аббасидскому халіфаті.
Прожив близько 80 років, переживши сім халіфів. Помер в 818 році при халіфі Абдуллах аль-Мамун.